# Karyn White
Karyn White (nata Karyn Layvonne White; Los Angeles, 14 ottobre 1965) è una cantante, compositrice e designer statunitense.
Divenne popolare verso la fine degli anni '80.

## Biografia
White nacque Los Angeles ed è la più giovane di cinque figli. Cantava nel coro di una chiesa come voce di sfondo, finché non fu scelta per cantare nel singolo di Jeff Lorber "Facts of Love", prima di essere messa sotto contratto con la Warner Bros. Records. Si è laureata alla Howard University.
White ha sposato Terry Lewis nel 1992, con il quale ha avuto una figlia di nome Ashley Nicole. I due divorziarono, e lei risposò il produttore/musicista Bobby G. (AKA Mr. Vegas), un virtuoso chitarrista.

### Anni recenti
Attualmente risiede a Rocklin, un sobborgo di Sacramento, in California, dove gestisce con successo un'attività di design di interni ed economia immobiliare. Nel 2006 ha infine registrato un nuovo album, intitolato Sista Sista, che avrebbe dovuto essere pubblicato nello stesso anno, ma è stato poi accantonato. Due tracce dell'album messo da parte, "All I Do" e "Disconnected", sono state pubblicate nella raccolta di Best-Of Superwoman: The Best.

## Carriera
L'album autointitolato di White, Karyn White, è stato pubblicato nel 1988. Prodotto da L.A. Reid e Babyface, ha ottenuto lo stato di disco di platino. Karyn White conteneva i singoli di successo "The Way You Love Me", "Secret Rendezvous" (#6 negli USA, il suo più grande successo del tempo), "Superwoman" e "Love Saw It", quest'ultimo un duetto con Babyface.
Il suo album seguente fu Ritual of Love, del 1991. Conteneva canzoni prodotte da Jimmy Jam and Terry Lewis, tra cui il singolo di successo "Romantic", arrivato in prima posizione nella classifica statunitense Billboard Hot 100. Altri singoli presenti nell'album erano "The Way I Feel About You" (U.S. #12), "Walkin' the Dog" e "Do Unto Me" (le ultime due canzoni non entrarono in classifica). Il fotografo e regista di video musicali Matthew Rolston diresse il video per il suo singolo Romantic. Michael Walls, accreditato come stilista nell'album Ritual of Love, ha lavorato al fianco di Karyn per il look della copertina dell'album e per tre dei video musicali realizzati per i singoli in esso contenuti. Walls ebbe l'idea per il vestito nero adornato di semplici perle alla Coco Chanel, che è stato utilizzato per la copertina dell'album; suoi sono anche il look da camerierina francese e i frequenti cambi d'abito per il video di "The Way I feel About You", oltre che il colorato video di "Walkin' the Dog", ispirato ad una scena del film Sweet Charity.
Il successivo album della cantante fu Make Him Do Right, del 1994. Le vendite dell'album non furono particolarmente buone, sebbene i singoli "Hungah" e "Can I Stay With You" firmato da Babyface entrarono in classifica; Proprio Can I Stay With You fu l'ultimo singolo della White in top 10 nella classifica U.S. R&B, nel 1995. "I'd Rather Be Alone", il suo ultimo singolo entrato in classifica, raggiunse il #50 della mesesima classifica più tardi quello stesso anno. 
In seguito la White lasciò la Warner Bros. Records, e abbandonò i riflettori pubblici musicali per molti anni, in modo da dedicarsi alla propria famiglia.

## Discografia

### Album
| Informazioni sull'album |
| --- |
| Karyn White - Pubblicato: 6 settembre 1988 - Posizione migliore in classifica: #19 U.S., #1 U.S. R&B - Picco di vendita: 1.1 milioni di copie - Certificazione RIAA: disco di platino |
| Ritual of Love - Pubblicato: 10 settembre 1991 - Posizione migliore in classifica: #30 U.S., #7 U.S. R&B - Picco di vendita: 621.000 - Certificazione RIAA: disco d'oro               |
| Make Him Do Right - Pubblicato: 27 settembre 1994 - Posizione migliore in classifica: #99 U.S., #22 U.S. R&B - Picco di vendita: 268.000 - Certificazione RIAA: -                     |
| Sweet & Sensual (solo in Giappone) - Pubblicato: 1995 - Posizione migliore in classifica: - - Picco di vendita: - - Certificazione RIAA: -                                            |
| Rhino Hi-Five: Karyn White - EP - Pubblicato: 2005 - Posizione migliore in classifica: - - Picco di vendita: 31.000 - Certificazione RIAA: -                                          |
| Sista Sista (non pubblicato) - Pubblicato: 2006 - Posizione migliore in classifica: - - Picco di vendita: - - Certificazione RIAA: -                                                  |
| Superwoman: The Best - Pubblicato: 3 aprile 2007 - Posizione migliore in classifica: - - Picco di vendita: - - Certificazione RIAA: -                                                 |

### Lati B
- "Language Of Love" (Lato B di "Superwoman" e "Secret Rendezvous")
- "Love On The Line" (Lato B di "The Way You Love Me"; successivamente incluso in Sweet & Sensual)

### Singoli
| Anno | Titolo                                                                | U.S.         | U.S. R&B | U.S. Dance | UK | Album                               |
| ---- | --------------------------------------------------------------------- | ------------ | -------- | ---------- | -- | ----------------------------------- |
| 1986 | "Facts Of Love" (Jeff Lorber e Karyn White)                           | 27           | 17       | —          | 95 | Private Passion (Jeff Lorber)       |
| 1987 | "True Confessions" (Jeff Lorber e Karyn White)                        | —            | 68       | —          | —  | Private Passion (Jeff Lorber)       |
| 1987 | "Back In Love" (Jeff Lorber insieme a Michael Jeffries e Karyn White) | —            | —        | —          | —  | Private Passion (Jeff Lorber)       |
| 1988 | "The Way You Love Me"                                                 | 7, 38 US AC  | 1        | 5          | 42 | Karyn White                         |
| 1988 | "Superwoman"                                                          | 8, 12 US AC  | 1        | —          | 11 | Karyn White                         |
| 1989 | "Love Saw It" (duetto con Babyface)                                   | —            | 1        | —          | —  | Karyn White                         |
| 1989 | "Secret Rendezvous"                                                   | 6            | 4        | 1          | 52 | Karyn White                         |
| 1989 | "Secret Rendezvous" (Ripubblicato)                                    | —            | —        | —          | 22 | Karyn White                         |
| 1989 | "Slow Down"                                                           | —            | 36       | —          | —  | Karyn White                         |
| 1989 | "Not Thru Being With You" (con Michael Jeffries)                      | —            | 32       | —          | 99 | Michael Jeffries (Michael Jeffries) |
| 1991 | "Romantic"                                                            | 1, 37 US AC  | 1        | 6          | 23 | Ritual of Love                      |
| 1991 | "The Way I Feel About You"                                            | 12, 35 US AC | 5        | —          | 65 | Ritual of Love                      |
| 1992 | "Walkin' The Dog"                                                     | —            | 34       | —          | —  | Ritual of Love                      |
| 1992 | "Do Unto Me"                                                          | —            | 24       | —          | —  | Ritual of Love                      |
| 1994 | "Hungah"                                                              | 78           | 18       | 10         | 69 | Make Him Do Right                   |
| 1994 | "Can I Stay With You"                                                 | 81           | 10       | —          | —  | Make Him Do Right                   |
| 1995 | "I'd Rather Be Alone"                                                 | 120          | 50       | —          | —  | Make Him Do Right                   |
| 1995 | "Simple Pleasures"                                                    | —            | —        | —          | —  | Make Him Do Right                   |

## Premi e nomination
| Anno | Premio                                                                                        |
| ---- | --------------------------------------------------------------------------------------------- |
| 1989 | American Music Award nomination come "Artista Soul/R&B Preferita"                             |
| 1989 | Billboard Music Award win for No. 1 R&B Single of the Year (Superwoman).                      |
| 1989 | Grammy Award nomination come "Miglior Esibizione Vocale Femminile R&B" (The Way You Love Me). |
| 1989 | American Music Award nomination come "Album Soul/R&B Preferito" - (Karyn White).              |